# Inter-Provincial Championship 2017
Die Inter-Provincial Championship 2017 (aus Sponsoringgründen auch Hanley Energy Inter-Provincial Championship 2017) ist die fünfte Saison des nationalen First-Class-Cricket-Wettbewerbes in Irland der vom 30. Mai bis zum 7. September 2017 ausgetragen wurde. Es war die erste Austragung des Wettbewerbes, die vom Weltverband International Cricket Council First-Class Status verliehen bekommen hat.

## Format
Jede Mannschaft spielt gegen jede andere jeweils zwei Mal. Für einen Sieg gibt es 16 Punkte, für ein Remis 3 und für ein unentschieden 8 Punkte. Des Weiteren gibt es Bonuspunkte in den jeweils ersten 100 Over im ersten innings für erfolgreiches Batting und Bowling.

## Resultate
Tabelle
| Teams               | Sp. | S | N | U | R | BP | Punkte |
| ------------------- | --- | - | - | - | - | -- | ------ |
| Leinster Lightning  | 4   | 2 | 0 | 0 | 2 | 30 | 68     |
| Northern Knights    | 4   | 0 | 1 | 0 | 3 | 24 | 33     |
| North West Warriors | 4   | 0 | 1 | 0 | 3 | 22 | 31     |

Spiele
| 30. Mai – 1. Juni Scorecard | Eglinton | Northern Knights 130 (37.5) & 161 (55) | – | North West Warriors 167 (64.5) & 48-2 (15) |
|                             |          | Remis                                  |   |                                            |

| 5. – 7. Juni Scorecard | Belfast | Northern Knights 233 (85.4) & 328-6d (96) | – | Leinster Lightning 288 (95) |
|                        |         | Remis                                     |   |                             |

| 20. – 22. Juni Scorecard | Wicklow | North West Warriors 235 (87.2) & 296 (108.4) | – | Leinster Lightning 365-9d (101.3) & 123-3 (16) |
|                          |         | Remis                                        |   |                                                |

| 1. – 3. August Scorecard | Comber | North West Warriors 208-9d (68.2) & 84-1d (28) | – | Northern Knights 0-0d (0) & 264-8 (79) |
|                          |        | Remis                                          |   |                                        |

| 30. August – 1. September Scorecard | Bready | North West Warriors 122 (54.2) & 148 (50.1)             | – | Leinster Lightning 274 (81) |
|                                     |        | Leinster Lightning gewinnt mit einem Innings und 4 Runs |   |                             |

| 5. – 7. September Scorecard | Clontarf | Northern Knights 195 (55.2) & 176 (63.2)                 | – | Leinster Lightning 383-8d (88.3) |
|                             |          | Leinster Lightning gewinnt mit einem Innings und 12 Runs |   |                                  |